# Eli Roth
Eli Roth (Newton, Massachusetts, 18 de abril de 1972) es un director de cine, actor, productor y escritor judío estadounidense. La mayoría de sus producciones cinematográficas se centran en el género del terror y la violencia explícita.

## Biografía
Nació en Newton (Massachusetts). Su padre, el Dr Sheldon Roth, era un psiquiatra psicoanalista y profesor clínico asistente de la Harvard Medical School, y su madre, Cora Roth, pintora. Sus abuelos emigraron de Austria, Rusia y Polonia. Roth fue criado como judío. 
Comenzó a rodar películas a la edad de ocho años, después de ver Alien de Ridley Scott (1979). Hizo más de cincuenta cortos con sus hermanos Adam y Gabe antes de graduarse de la Newton South High School y asistir a la escuela de cine en la Universidad de Nueva York, donde se graduó en 1994. Con veinte años, cuando todavía era estudiante de la Universidad de Nueva York, dirigió la oficina del productor Frederick Zollo para dedicarse a la escritura a tiempo completo.
La actriz Camryn Manheim le dio uno de sus primeros trabajos en Hollywood; lo colocó como extra en la serie The Practice cuando él se había mudado a Los Ángeles. Roth y Manheim se conocieron y se hicieron amigos. Roth también conoció a su primo, Howie Nuchow (exvicepresidente ejecutivo de Mandalay Sports Entertainment). Roth pudo hacer su primera animación, Chowdaheads, y también coescribió con Manheim un proyecto llamado The Extra.

### Otros datos
- Según anunció Eli Roth en un vídeo para la web Rotten Tomatoes, sus cinco películas favoritas son (por orden de preferencia): Mil gritos tiene la noche, ¿Quién puede matar a un niño?, Holocausto caníbal, The Last American Virgin y Audition.[1]
- En varias de sus películas se le puede ver interpretando papeles no acreditados (cameos).
- En 2022, hizo una aparición en el video de una cinta VHS del capítulo 2 del videojuego Poppy Playtime, interpretando a un  director del área de mercadotecnia de la empresa Playtime, de nombre Jimmy Roth.

## Premios
Estos son algunos premios que Eli Roth ha obtenido a lo largo de su carrera. 
Premios Austin Fantastic Fest
| Año  | Categoría      | Película | Resultado |
| ---- | -------------- | -------- | --------- |
| 2005 | Mejor director | Hostel   | Ganador   |
| 2005 | Mejor película | Hostel   | Ganador   |
| 2005 | Mejor guion    | Hostel   | Ganador   |

Premios del Sindicato de Actores
| Año  | Categoría     | Película             | Resultado |
| ---- | ------------- | -------------------- | --------- |
| 2010 | Mejor reparto | Inglourious Basterds | Ganador   |

Premios Central Ohio Film Critics Association
| Año  | Categoría     | Película             | Resultado |
| ---- | ------------- | -------------------- | --------- |
| 2010 | Mejor reparto | Inglourious Basterds | Ganador   |

## Filmografía
- The Lost World: Jurassic Park (1997) (figurante)
- Terror Firmer (1999) (actor)
- The Rotten Fruit (2000) (productor, director, actor de voz)
- El Vengador Tóxico 4: Ciudadano Toxie (2000) (actor)
- Cabin Fever (2002) (actor, director, guion)
- Tales from the Crapper (2004) (actor)
- Hostel (2005) (actor, director, guion)
- 2001 maníacos (2005) (actor)
- Hostel 2 (2007) (director, guion)
- Death Proof (2007) (actor)
- Inglourious Basterds (2009) (actor y director del segmento "El Orgullo de la Nación")
- The Last Exorcism (2010) (productor)
- Piraña 3D (2010) (actor)
- Scre4m (2011) (actor, cameo)
- El hombre de los puños de hierro (2012) (productor, guion, actor)
- La era del rock (2012) (actor)
- Qué pena tu familia (2013) (actor)
- The Last Exorcism Part II (2013) (productor)
- Aftershock (2013) (actor, guion)
- The Sacrament (2013) (productor)
- The Green Inferno (2013) (director, productor, guion)
- Clown (2014) (productor, actor)
- The Stranger (2014) (productor)
- Knock Knock (2015) (director)
- Cabin Fever (2016) (productor)
- Death Wish (2017) (director)
- The House with a Clock in Its Walls (2018) (director)
- Haunt (2019) (productor)
- Thanksgiving (2023) (director, guion, productor)
- Borderlands (2024) (director)

## Programas de TV
- Curiosity: ¿Somos malos por naturaleza? (presentador)
- AMC's: History of Horror (presentador)
- Hemlock Grove (2013-2015) (director y productor)